# كأس آسيا تحت 23 سنة 2024
كأس آسيا تحت 23 سنة 2024 هي النسخة السادسة من كأس آسيا تحت 23 سنة، بطولة كرة القدم الدولية المقيدة بحسب العمر التي تنظمها آسيا من طرف الاتحاد الآسيوي لكرة القدم لمنتخبات آسيا تحت 23 سنة، وسيتنافس إجمالي 16 فريقًا في البطولة. السعودية هي حاملة لقب النسخة السابقة.
تعد البطولة بمثابة التصفيات المؤهلة لبطولة كرة القدم للرجال في الألعاب الأولمبية الصيفية لعام 2024. ستتأهل الفرق الثلاثة الأولى في البطولة للأولمبياد في فرنسا كممثلين للاتحاد الآسيوي بينما سيلعب رابع أفضل فريق مباراة فاصلة بين الاتحاد الآسيوي (AFC) والاتحاد الافريقي (CAF) للتأهل. سيتنافس ما مجموعه 16 فريقا في البطولة في الفترة من 15 ابريل – 3 مايو 2024.

## الملاعب
ويتم استخدام أربعة ملاعب، والتي تم استخدامها أيضًا في كأس آسيا 2023 السابقة في يناير وفبراير 2024.
| Al Rayyan               | Al Rayyan          | الريان الدوحة الوكرةكأس آسيا تحت 23 سنة 2024 (قطر) |
| ----------------------- | ------------------ | -------------------------------------------------- |
| ملعب جاسم بن حمد        | استاد خليفة الدولي | الريان الدوحة الوكرةكأس آسيا تحت 23 سنة 2024 (قطر) |
| سعة: 15,000             | سعة: 45,857        | الريان الدوحة الوكرةكأس آسيا تحت 23 سنة 2024 (قطر) |
|                         |                    | الريان الدوحة الوكرةكأس آسيا تحت 23 سنة 2024 (قطر) |
| الدوحة                  | الوكرة             | الريان الدوحة الوكرةكأس آسيا تحت 23 سنة 2024 (قطر) |
| استاد عبد الله بن خليفة | استاد الجنوب       | الريان الدوحة الوكرةكأس آسيا تحت 23 سنة 2024 (قطر) |
| سعة: 12,000             | سعة: 44,325        | الريان الدوحة الوكرةكأس آسيا تحت 23 سنة 2024 (قطر) |
|                         |                    | الريان الدوحة الوكرةكأس آسيا تحت 23 سنة 2024 (قطر) |

## القرعة
أُجريت القرعة في فندق ويندهام الدوحة ويست باي في الدوحة يوم 23 نوفمبر 2023 الساعة 12:00 AST (UTC+3) . تم تقسيم الفرق الستة عشر إلى أربع مجموعات من أربعة فرق، مع التصنيف بناءً على أدائها في كأس آسيا تحت 23 سنة 2022. بصفتها المضيفة، تم تصنيف قطر على أنها الفريق المصنف الأول.
| وعاء 1                                                    | وعاء 2                                            | وعاء 3                                                     | وعاء 4                                        |
| --------------------------------------------------------- | ------------------------------------------------- | ---------------------------------------------------------- | --------------------------------------------- |
| 1. قطر (البلد المضيف) 2. السعودية 3. أوزبكستان 4. اليابان | 1. أستراليا 2. العراق 3. فيتنام 4. كوريا الجنوبية | 1. تايلاند 2. الأردن 3. الإمارات العربية المتحدة 4. الكويت | 1. ماليزيا 2. طاجيكستان 3. إندونيسيا 4. الصين |

## مرحلة المجموعات
قواعد كسر التعادل
يتم تصنيف الفرق وفقًا لـ النقاط (3 نقاط للفوز، ونقطة واحدة للتعادل، و0 نقطة للخسارة)، وإذا تعادلت بالنقاط، يتم تطبيق معايير كسر التعادل التالية، في الترتيب المعطى لتحديد التصنيفات (المادة 7.3 من اللائحة):
1. النقاط في المباريات المباشرة بين الفرق المتعادلة؛
2. فارق الأهداف في المواجهات المباشرة بين الفرق المتعادلة؛
3. الأهداف المسجلة في المواجهات المباشرة بين الفرق المتعادلة؛
4. إذا كان هناك أكثر من فريقين متعادلين، وبعد تطبيق جميع معايير المواجهات المباشرة المذكورة أعلاه، لا تزال مجموعة فرعية من الفرق مرتبطة، ويتم إعادة تطبيق جميع معايير المواجهات المباشرة المذكورة أعلاه حصريًا على هذه المجموعة الفرعية من الفرق؛
5. فارق الأهداف في جميع مباريات المجموعة؛
6. الأهداف المسجلة في جميع مباريات المجموعة؛
7. ركلات الترجيح إذا تعادل فريقان فقط وتقابلا في الجولة الأخيرة من المجموعة؛
8. النقاط التأديبية (البطاقة الصفراء = 1 نقطة، البطاقة الحمراء نتيجة بطاقتين صفراء = 3 نقاط، البطاقة الحمراء المباشرة = 3 نقاط، البطاقة الصفراء تليها البطاقة الحمراء المباشرة = 4 نقاط)؛
9. سحب القرعة.

جميع الأوقات بالتوقيت المحلي، AST (UTC+3).

### المجموعة الأولى
| م | الفريق    | لعب | ف | ت | خ | أ.له | أ.ع | أ.ف | نقاط | التأهل         |
| - | --------- | --- | - | - | - | ---- | --- | --- | ---- | -------------- |
| 1 | قطر (H)   | 0   | 0 | 0 | 0 | 0    | 0   | 0   | 0    | Knockout stage |
| 2 | أستراليا  | 0   | 0 | 0 | 0 | 0    | 0   | 0   | 0    | Knockout stage |
| 3 | الأردن    | 0   | 0 | 0 | 0 | 0    | 0   | 0   | 0    |                |
| 4 | إندونيسيا | 0   | 0 | 0 | 0 | 0    | 0   | 0   | 0    |                |

| قطر | ضد | إندونيسيا |
| --- | -- | --------- |
| 2   |    | 0         |

| أستراليا | ضد | الأردن |
| -------- | -- | ------ |
|          |    |        |

| الأردن | ضد | قطر |
| ------ | -- | --- |
| 1      |    | 2   |

| إندونيسيا | ضد | أستراليا |
| --------- | -- | -------- |
|           |    |          |

| قطر | ضد | أستراليا |
| --- | -- | -------- |
|     |    |          |

| الأردن | ضد | إندونيسيا |
| ------ | -- | --------- |
|        |    |           |

### المجموعة الثانية
| م | الفريق                   | لعب | ف | ت | خ | أ.له | أ.ع | أ.ف | نقاط | التأهل         |
| - | ------------------------ | --- | - | - | - | ---- | --- | --- | ---- | -------------- |
| 1 | اليابان                  | 0   | 0 | 0 | 0 | 0    | 0   | 0   | 0    | Knockout stage |
| 2 | كوريا الجنوبية           | 0   | 0 | 0 | 0 | 0    | 0   | 0   | 0    | Knockout stage |
| 3 | الإمارات العربية المتحدة | 0   | 0 | 0 | 0 | 0    | 0   | 0   | 0    |                |
| 4 | الصين                    | 0   | 0 | 0 | 0 | 0    | 0   | 0   | 0    |                |

| اليابان | ضد | الصين |
| ------- | -- | ----- |
|         |    |       |

| كوريا الجنوبية | ضد | الإمارات العربية المتحدة |
| -------------- | -- | ------------------------ |
|                |    |                          |

| الإمارات العربية المتحدة | ضد | اليابان |
| ------------------------ | -- | ------- |
|                          |    |         |

| الصين | ضد | كوريا الجنوبية |
| ----- | -- | -------------- |
|       |    |                |

| الإمارات العربية المتحدة | ضد | الصين |
| ------------------------ | -- | ----- |
|                          |    |       |

| اليابان | ضد | كوريا الجنوبية |
| ------- | -- | -------------- |
|         |    |                |

### المجموعة الثالثة
| م | الفريق    | لعب | ف | ت | خ | أ.له | أ.ع | أ.ف | نقاط | التأهل         |
| - | --------- | --- | - | - | - | ---- | --- | --- | ---- | -------------- |
| 1 | السعودية  | 0   | 0 | 0 | 0 | 0    | 0   | 0   | 0    | Knockout stage |
| 2 | العراق    | 0   | 0 | 0 | 0 | 0    | 0   | 0   | 0    | Knockout stage |
| 3 | تايلاند   | 0   | 0 | 0 | 0 | 0    | 0   | 0   | 0    |                |
| 4 | طاجيكستان | 0   | 0 | 0 | 0 | 0    | 0   | 0   | 0    |                |

| السعودية | ضد | طاجيكستان |
| -------- | -- | --------- |
|          |    |           |

| العراق | ضد | تايلاند |
| ------ | -- | ------- |
|        |    |         |

| طاجيكستان | ضد | العراق |
| --------- | -- | ------ |
|           |    |        |

| تايلاند | ضد | السعودية |
| ------- | -- | -------- |
|         |    |          |

| تايلاند | ضد | طاجيكستان |
| ------- | -- | --------- |
|         |    |           |

| السعودية | ضد | العراق |
| -------- | -- | ------ |
|          |    |        |

### المجموعة الرابعة
| م | الفريق    | لعب | ف | ت | خ | أ.له | أ.ع | أ.ف | نقاط | التأهل         |
| - | --------- | --- | - | - | - | ---- | --- | --- | ---- | -------------- |
| 1 | أوزبكستان | 0   | 0 | 0 | 0 | 0    | 0   | 0   | 0    | Knockout stage |
| 2 | فيتنام    | 0   | 0 | 0 | 0 | 0    | 0   | 0   | 0    | Knockout stage |
| 3 | الكويت    | 0   | 0 | 0 | 0 | 0    | 0   | 0   | 0    |                |
| 4 | ماليزيا   | 0   | 0 | 0 | 0 | 0    | 0   | 0   | 0    |                |

| أوزبكستان | ضد | ماليزيا |
| --------- | -- | ------- |
|           |    |         |

| فيتنام | ضد | الكويت |
| ------ | -- | ------ |
|        |    |        |

| الكويت | ضد | أوزبكستان |
| ------ | -- | --------- |
|        |    |           |

| ماليزيا | ضد | فيتنام |
| ------- | -- | ------ |
|         |    |        |

| الكويت | ضد | ماليزيا |
| ------ | -- | ------- |
|        |    |         |

| أوزبكستان | ضد | فيتنام |
| --------- | -- | ------ |
|           |    |        |